# Thang hình
Thang hình (chữ Hán: 汤刑; Luật hình của vua Thang) là tên gọi chung của pháp luật triều Thương trong lịch sử pháp chế Trung Quốc cổ đại (khoảng thế kỷ 16 đến thế kỷ 11 trước Công nguyên). Vì ông vua khai quốc triều Thương tên Thang nên mới gọi là Thang hình. Nó bao gồm luật hình theo tập quán mà bộ lạc Thương từ lâu đã tuân theo, bao gồm Vũ hình kế thừa của đời Hạ và các mệnh lệnh, thệ, cáo, huấn,... của các vua đời Thương, mệnh lệnh, cáo huấn của các đại thần như Y Doãn, Trọng Thủy,... cũng có hiệu lực pháp luật.

## Nội dung
Nội dung cụ thể của Thang hình vẫn chưa được xác minh, căn cứ vào Tả truyện - Chiêu công lục niên ghi chép: "triều Thương có loạn chính sự, nên làm ra Thang hình", ý nói là do trong nước chính sự rối loạn mà làm, chủ yếu là quy định về việc trấn áp nô lệ hay bình dân phản kháng. Nhưng sách Trúc thư kỷ niên nói: "năm Tổ Giáp thứ 24, làm lại Thang hình", dù có thể xem là sự xuất hiện của việc chế định Thang hình, nhưng không được công bố. Điều này là do giới chủ nô lệ và quý tộc nhận thấy: "Hình luật không rõ, lại thêm uy khó lường".
Tương truyền thời kỳ đầu của nhà Thương thực hành đức giáo là chính, pháp chế đơn giản, thống kê tội danh ngũ hình chỉ có 300 điều. Đến đời Thái Giáp, trưởng tôn của vua Thang nhà Thương tại vị thì chính sự bạo loạn, luật hình càng thêm nặng. Thời kỳ sau của triều Thương là Tổ Giáp chấp chính đã cho lập lại Thang hình, luật hình lại tăng nặng thêm một lần nữa, do đó Thang hình đã rất nổi tiếng là khốc liệt và bề bộn trong các đời sau. Theo như trong sử sách và văn giáp cốt, tử hình có rất nhiều danh mục: chém, giết, bào lạc, hải phủ, moi tim, phanh thây, róc thịt. Các hình thức nhục hình như thích dấu hiệu vào mặt, cắt mũi, chặt chân, thiến lại càng thi hành rộng rãi. Thang hình còn quán triệt vào tư tưởng chính trị thần quyền của tầng lớp thống trị, hết sức tuyên truyền quan niệm kính trọng quỷ thần, lạm dụng ý Trời để thực thi "Trời phạt". Pháp luật triều Thương còn có nguyên tắc liên lụy và nhân sinh, tuẫn táng. Ngoài những quy định về mặt dân sự như quyền sở hữu tài sản, hôn nhân, kế thừa và chế độ tố tụng.